# Кондиціоналізм
Кондиціоналі́зм (лат. Conditio (conditionis) — умова) — філософська течія в природознавстві, головним чином у біології, яка заперечує об'єктивність причинно-наслідкових зв'язків.
Заснована у кінці 19 сторіччя німецьким фізіологом Максом Ферворном, філософські погляди якого близькі до позитивізму.
Критикуючи однобічність механістичного детермінізму, представники кондиціоналізму відкидають саме поняття причини, зводять причину до комплексу умов і вважають, що ці умови створює спостерігач.